# Wembley Championships 1985
Il Wembley Championships 1985 è stato un torneo di tennis giocato sintetico indoor della Wembley Arena di Londra in inghilterra. È stata la 37ª edizione del torneo che fa parte del Nabisco Grand Prix 1985. Il torneo si è giocato dall'11 al 17 novembre 1985.

## Campioni

### Singolare maschile
Ivan Lendl ha battuto in finale  Boris Becker con il punteggio di 6–7, 6–3, 4–6, 6–4, 6–4

### Doppio maschile
Anders Järryd /  Guy Forget hanno battuto in finale  Boris Becker /  Slobodan Živojinović con il punteggio di 7–5, 4–6, 7–5